# Баздырев, Николай Дмитриевич
Баздырев Николай Дмитриевич (16 ноября 1925, с. Васильевка, Оренбургская область — 21 января 2002, Мытищи, Московская область) — Герой Советского Союза.

## Биография
Родился в 1925 году в семье крестьянина. Член ВЛКСМ с 1940 года. В 1940 году окончил школу-семилетку. До призыва на военную службу работал в колхозе трактористом. В рядах Красной Армии с осени 1942 года, с декабря воевал на Юго-Западном, 3-м Украинском и 1-м Белорусском фронтах, участвовал в освобождении Донбасса, Украины, Молдавии, Польши, разгроме врага на территории Германии. Был тяжело ранен и контужен. Звание Героя Советского Союза Н. Д. Баздыреву присвоено 27 февраля 1945 года за отвагу и мужество, проявленные в боях на Магнушевском плацдарме.
В 1945 году после лечения в госпитале был демобилизован, окончил среднюю школу, затем Московский лесотехнический институт, аспирантуру при нем, работал здесь старшим преподавателем. Жил в городе Мытищи.
Умер в 2002 году. Похоронен на Волковском кладбище.